# 沙伊代格山
47°01′39″N 08°31′12″E / 47.02750°N 8.52000°E

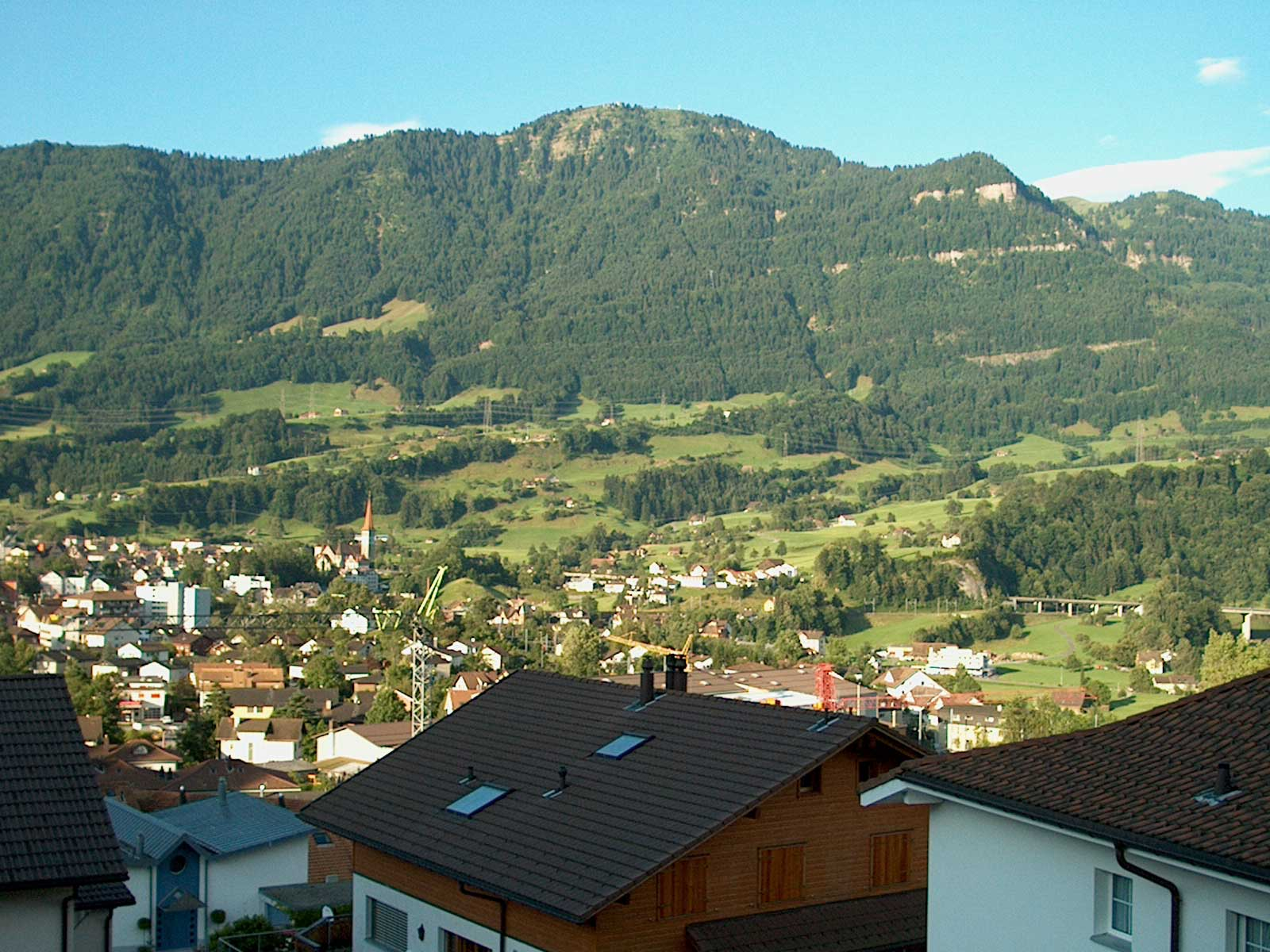

沙伊代格山（德語：Scheidegg，瑞士標準德語發音：[ˈʃaɪdɛg]）是瑞士施維茨州的山峰，位於該國中部，屬於施維茨山的一部分，俯瞰琉森湖，海拔高度1,658米。